# Bombardon

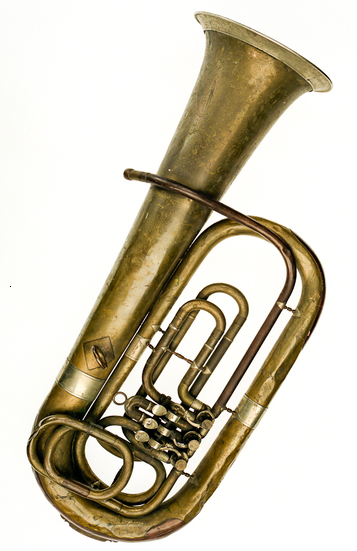
Bombardon

Bombardon – instrument dęty blaszany z grupy aerofonów ustnikowych o ustniku kociołkowatym; rodzaj tuby basowej lub kontrabasowej, odmiany sakshornu, w stroju Es lub F, z 3 wentylami, stosowanego w wojskowych orkiestrach dętych; czasem występuje pod nazwą bombarda.